# Parting shot
Parting shot is een studioalbum van Steve Khan met begeleidingsband. Khan bleef met dit album bij zijn combinatie van fusion en latin jazz. Daarbij bleef zijn groep begeleiders vrijwel ongewijzigd. Het album is opgenomen in (opnieuw) twee dagen tijd in de Avatar Studio te New York. 

## Musici
- Steve Khan – gitaar, zangstem, guiro
- Anthony Jackson – contrabasgitaar
- Dennis Chambers – slagwerk
- Manolo Badrena – percussie, zangstem (5,10)
- Marc Quiñones – percussie
- Bobby Allende – conga

Met
- Rob Mounsey – toetsinstrumenten (9)
- Tatiana Parra, Andres Beeuwaert – zang (6)

## Muziek
| Nr. | Titel                                                | Duur  |
| --- | ---------------------------------------------------- | ----- |
| 1.  | Chronology (Ornette Coleman)                         | 4:17  |
| 2.  | Los Gateros (Khan)                                   | 6:02  |
| 3.  | Change agent (el catalizador) (Khan)                 | 8:18  |
| 4.  | Bye-ya (Thelonious Monk)                             | 4:32  |
| 5.  | Maria Mulambo (Khan, Badrena)                        | 10:18 |
| 6.  | Influence peddler (Tracicante de influencias) (Khan) | 10:16 |
| 7.  | When she’s not here (Cuando ella no esta) (Khan)     | 7:43  |
| 8.  | Blues connotation (Ornette Coleman)                  | 4:51  |
| 9.  | Zancudoville (Khan)                                  | 7:09  |
| 10. | Just deserts (Su mercido) (Khan)                     | 6:11  |